# Tmarus
Tmarus és un gènere d'aranyes araneomorfes de la família dels tomísids (Thomisidae). Fou descrit per primera vegada per Eugène Simon el 1875.
Les espècies d'aquest gènere són cosmopolites i es troben en tots els continents excepte als pols.

## Taxonomia
Segons el World Spider Catalog amb data de 18 de gener de 2019 hi ha les següents espècies:
- Tmarus aberrans Mello-Leitão, 1944 – Brasil
- Tmarus aculeatus Chickering, 1950 – Panamà
- Tmarus africanus Lessert, 1919 – Tanzània, Sud-àfrica
- Tmarus albidus (L. Koch, 1876) – Queensland
- Tmarus albifrons Piza, 1944 – Brasil
- Tmarus albisterni Mello-Leitão, 1942 – Argentina
- Tmarus albolineatus Keyserling, 1880 – Brasil
- Tmarus alticola Mello-Leitão, 1929 – Brasil
- Tmarus amazonicus Mello-Leitão, 1929 – Brasil
- Tmarus ampullatus Soares, 1943 – Brasil
- Tmarus angulatus (Walckenaer, 1837) – EUA, Canadà
- Tmarus angulifer Simon, 1895 – Queensland
- Tmarus aporus Soares & Camargo, 1948 – Brasil
- Tmarus atypicus Mello-Leitão, 1929 – Brasil
- Tmarus australis Mello-Leitão, 1941 – Argentina
- Tmarus bedoti Lessert, 1928 – Congo
- Tmarus berlandi Lessert, 1928 – Congo
- Tmarus bifasciatus Mello-Leitão, 1929 – Perú, Brasil
- Tmarus bifidipalpus Mello-Leitão, 1943 – Brasil
- Tmarus biocellatus Mello-Leitão, 1929 – Brasil
- Tmarus bisectus Piza, 1944 – Brasil
- Tmarus borgmeyeri Mello-Leitão, 1929 – Brasil
- Tmarus bucculentus Chickering, 1950 – Panamà
- Tmarus byssinus Tang & Li, 2009 – Xina
- Tmarus caeruleus Keyserling, 1880 – Brasil
- Tmarus cameliformis Millot, 1942 – Africa
- Tmarus camellinus Mello-Leitão, 1929 – Brasil
- Tmarus cancellatus Thorell, 1899 – Camerun, Bioko
  - Tmarus cancellatus congoensis Comellini, 1955 – Congo
- Tmarus candefactus Caporiacco, 1954 – Guaiana Françasa
- Tmarus candidissimus Mello-Leitão, 1947 – Brasil
- Tmarus caporiaccoi Comellini, 1955 – Congo
- Tmarus caretta Mello-Leitão, 1929 – Brasil
- Tmarus caxambuensis Mello-Leitão, 1929 – Brasil
- Tmarus cinerascens (L. Koch, 1876) – Queensland
- Tmarus cinereus Mello-Leitão, 1929 – Brasil, Guyana
- Tmarus circinalis Song & Chai, 1990 – Xina
- Tmarus clavimanus Mello-Leitão, 1929 – Brasil
- Tmarus clavipes Keyserling, 1891 – Brasil
- Tmarus cognatus Chickering, 1950 – Panamà
- Tmarus comellinii Garcia-Neto, 1989 – Congo a Sud-àfrica
- Tmarus contortus Chickering, 1950 – Panamà
- Tmarus corruptus O. P.-Cambridge, 1892 – Mèxic, Panamà
- Tmarus craneae Chickering, 1965 – Trinidad
- Tmarus cretatus Chickering, 1965 – Panamà
- Tmarus curvus Chickering, 1950 – Panamà
- Tmarus decens O. P.-Cambridge, 1892 – Panamà
- Tmarus decoloratus Keyserling, 1883 – Perú
- Tmarus decorus Chickering, 1965 – Panamà
- Tmarus dejectus (O. P.-Cambridge, 1885) – Índia
- Tmarus digitatus Mello-Leitão, 1929 – Brasil
- Tmarus digitiformis Yang, Zhu & Song, 2005 – Xina
- Tmarus dostinikus Barrion & Litsinger, 1995 – Filipines
- Tmarus ehecatltocatl Jiménez, 1992 – Mèxic
- Tmarus elongatus Mello-Leitão, 1929 – Brasil
- Tmarus eques Thorell, 1890 – Java
- Tmarus espiritosantensis Soares & Soares, 1946 – Brasil
- Tmarus estyliferus Mello-Leitão, 1929 – Brasil
- Tmarus fallax Mello-Leitão, 1929 – Brasil, Guyana
- Tmarus farri Chickering, 1965 – Jamaica
- Tmarus fasciolatus Simon, 1906 – Índia
- Tmarus femellus Caporiacco, 1941 – Etiòpia
- Tmarus floridensis Keyserling, 1884 – EUA
- Tmarus foliatus Lessert, 1928 – Africa, Comoro Islands
- Tmarus formosus Mello-Leitão, 1917 – Brasil
- Tmarus gajdosi Marusik & Logunov, 2002 – Mongolia
- Tmarus geayi Caporiacco, 1954 – Guaiana Françasa
- Tmarus gongi Yin et al., 2004 – Xina
- Tmarus grandis Mello-Leitão, 1929 – Brasil
- Tmarus guineensis Millot, 1942 – Guinea a Sud-àfrica
- Tmarus hastatus Tang & Li, 2009 – Xina
- Tmarus hazevensis Levy, 1973 – Israel
- Tmarus hirsutus Mello-Leitão, 1929 – Brasil
- Tmarus holmbergi Schiapelli & Gerschman, 1941 – Argentina
- Tmarus homanni Chrysanthus, 1964 – New Guinea
- Tmarus horvathi Kulczynski, 1895 – Paleàrtic
- Tmarus humphreyi Chickering, 1965 – Panamà
- Tmarus hystrix Caporiacco, 1954 – Guaiana Françasa
- Tmarus impedus Chickering, 1965 – Panamà
- Tmarus incertus Keyserling, 1880 – Colombia
- Tmarus incognitus Mello-Leitão, 1929 – Brasil
- Tmarus ineptus O. P.-Cambridge, 1892 – Panamà
- Tmarus infrasigillatus Mello-Leitão, 1947 – Brasil
- Tmarus innotus Chickering, 1965 – Panamà
- Tmarus innumus Chickering, 1965 – Panamà
- Tmarus insuetus Chickering, 1965 – Trinidad
- Tmarus intentus O. P.-Cambridge, 1892 – Guatemala, Panamà
- Tmarus interritus Keyserling, 1880 – Panamà, Brasil
- Tmarus jabalpurensis Gajbe & Gajbe, 1999 – Índia
- Tmarus jelskii (Taczanowski, 1872) – Guaiana Françasa
- Tmarus jocosus O. P.-Cambridge, 1898 – Costa Rica
- Tmarus karolae Jézéquel, 1964 – Costa d'Ivori
- Tmarus komi Ono, 1996 – Ryukyu Islands
- Tmarus Coreanus Paik, 1973 – Xina, Corea
- Tmarus kotigeharus Tikader, 1963 – Índia
- Tmarus lanyu Zhang, Zhu & Tso, 2006 – Taiwan
- Tmarus lapadui Jézéquel, 1964 – Costa d'Ivori
- Tmarus latifrons Thorell, 1895 – Myanmar, Krakatau
- Tmarus lawrencei Comellini, 1955 – Congo
- Tmarus levii Chickering, 1965 – Panamà
- Tmarus lichenoides Mello-Leitão, 1929 – Brasil
- Tmarus littoralis Keyserling, 1880 – Brasil
- Tmarus locketi Millot, 1942 – West, Central Africa
  - Tmarus locketi djuguensis Comellini, 1955 – Congo
- Tmarus longicaudatus Millot, 1942 – Àfrica Occidental, Saudi Arabia
- Tmarus longipes Caporiacco, 1947 – Àfrica Oriental
- Tmarus longqicus Song & Zhu, 1993 – Xina
- Tmarus longus Chickering, 1965 – Panamà
- Tmarus loriae Thorell, 1890 – Malàisia
- Tmarus macilentus (L. Koch, 1876) – Queensland
- Tmarus maculosus Keyserling, 1880 – Colombia
- Tmarus makiharai Ono, 1988 – Japan
- Tmarus malleti Lessert, 1919 – Central, Àfrica Oriental
- Tmarus marmoreus (L. Koch, 1876) – Queensland
- Tmarus menglae Song & Zhao, 1994 – Xina
- Tmarus menotus Chickering, 1965 – Jamaica
- Tmarus metropolitanus Mello-Leitão, 1929 – Brasil
- Tmarus milloti Comellini, 1955 – Camerun, Congo
- Tmarus minensis Mello-Leitão, 1929 – Brasil
- Tmarus minutus Banks, 1904 – EUA
- Tmarus misumenoides Mello-Leitão, 1927 – Brasil
- Tmarus montericensis Keyserling, 1880 – Perú
- Tmarus morosus Chickering, 1950 – Panamà
- Tmarus mourei Mello-Leitão, 1947 – Brasil
- Tmarus mundulus O. P.-Cambridge, 1892 – Panamà
- Tmarus mutabilis Soares, 1944 – Brasil
- Tmarus natalensis Lessert, 1925 – Sud-àfrica
- Tmarus neocaledonicus Kritscher, 1966 – Nova Caledònia
- Tmarus nigrescens Mello-Leitão, 1929 – Brasil
- Tmarus nigridorsi Mello-Leitão, 1929 – Brasil
- Tmarus nigristernus Caporiacco, 1947 – Uganda
- Tmarus nigrofasciatus Mello-Leitão, 1929 – Brasil
- Tmarus nigroviridis Mello-Leitão, 1929 – Brasil
- Tmarus ningshaanensis Wang & Xi, 1998 – Xina
- Tmarus obesus Mello-Leitão, 1929 – Brasil, Guaiana Françasa
- Tmarus oblectator Logunov, 1992 – Rússia
- Tmarus obsecus Chickering, 1965 – Panamà
- Tmarus orientalis Schenkel, 1963 – Xina, Corea
- Tmarus pallidus Mello-Leitão, 1929 – Brasil
- Tmarus parallelus Mello-Leitão, 1943 – Brasil
- Tmarus parki Chickering, 1950 – Panamà
- Tmarus paulensis Piza, 1935 – Brasil
- Tmarus pauper O. P.-Cambridge, 1892 – Panamà
- Tmarus perditus Mello-Leitão, 1929 – Brasil
- Tmarus peregrinus Chickering, 1950 – Panamà
- Tmarus Perúvianus Berland, 1913 – Perú
- Tmarus piger (Walckenaer, 1802) – Paleàrtic
- Tmarus piochardi (Simon, 1866) – Mediterrani
- Tmarus pizai Soares, 1941 – Brasil
- Tmarus planetarius Simon, 1903 – Africa
- Tmarus planifrons Mello-Leitão, 1943 – Brasil
- Tmarus planquettei Jézéquel, 1966 – Costa d'Ivori
- Tmarus pleuronotatus Mello-Leitão, 1941 – Brasil
- Tmarus plurituberculatus Mello-Leitão, 1929 – Brasil
- Tmarus polyandrus Mello-Leitão, 1929 – Brasil
- Tmarus posticatus Simon, 1929 – Brasil
- Tmarus primitivus Mello-Leitão, 1929 – Brasil
- Tmarus probus Chickering, 1950 – Panamà
- Tmarus productus Chickering, 1950 – Panamà
- Tmarus prognathus Simon, 1929 – Brasil
- Tmarus projectus (L. Koch, 1876) – Queensland
- Tmarus protobius Chickering, 1965 – Panamà
- Tmarus pugnax Mello-Leitão, 1929 – Brasil
- Tmarus pulchripes Thorell, 1894 – Singapore
- Tmarus punctatissimus (Simon, 1870) – Espanya
- Tmarus punctatus (Nicolet, 1849) – Chile
- Tmarus qinlingensis Song & Wang, 1994 – Xina
- Tmarus rainbowi Mello-Leitão, 1929 – South Australia
- Tmarus rarus Soares & Soares, 1946 – Brasil
- Tmarus riccii Caporiacco, 1941 – Etiòpia
- Tmarus rimosus Paik, 1973 – Rússia, Xina, Corea, Japan
- Tmarus rubinus Chickering, 1965 – Panamà
- Tmarus rubromaculatus Keyserling, 1880 – EUA
- Tmarus salai Schick, 1965 – EUA
- Tmarus schoutedeni Comellini, 1955 – Congo
- Tmarus semiroseus Simon, 1909 – Vietnam
- Tmarus separatus Banks, 1898 – Panamà
- Tmarus serratus Yang, Zhu & Song, 2005 – Xina
- Tmarus shimojanai Ono, 1997 – Ryukyu Islands
- Tmarus sigillatus Chickering, 1950 – Panamà
- Tmarus simoni Comellini, 1955 – Sierra Leone
- Tmarus songi Han & Zhu, 2009 – Xina
- Tmarus soricinus Simon, 1906 – Índia
- Tmarus spicatus Tang & Li, 2009 – Xina
- Tmarus spinosus Comellini, 1955 – Congo
- Tmarus spinosus Zhu et al., 2005 – Xina
- Tmarus srisailamensis Rao et al., 2006 – Índia
- Tmarus staintoni (O. P.-Cambridge, 1873) – Espanya, França, Algèria
- Tmarus stellio Simon, 1875 – Paleàrtic
- Tmarus stolzmanni Keyserling, 1880 – Perú, Galapagos Islands
- Tmarus striolatus Mello-Leitão, 1943 – Brasil
- Tmarus studiosus O. P.-Cambridge, 1892 – Panamà
- Tmarus taibaiensis Song & Wang, 1994 – Xina
- Tmarus taishanensis Zhu & Wen, 1981 – Rússia, Xina
- Tmarus taiwanus Ono, 1977 – Xina, Taiwan
- Tmarus tamazolinus Jiménez, 1988 – Mèxic
- Tmarus thorelli Comellini, 1955 – Congo
- Tmarus tinctus Keyserling, 1880 – Perú
- Tmarus tonkinus Simon, 1909 – Vietnam
- Tmarus toschii Caporiacco, 1949 – Kenya
- Tmarus trifidus Mello-Leitão, 1929 – Brasil
- Tmarus trituberculatus Mello-Leitão, 1929 – Brasil
- Tmarus truncatus (L. Koch, 1876) – Queensland
- Tmarus tuberculitibiis Caporiacco, 1940 – Etiòpia
- Tmarus undatus Tang & Li, 2009 – Xina
- Tmarus unicus Gertsch, 1936 – EUA
- Tmarus vachoni Millot, 1942 – Costa d'Ivori
- Tmarus variabilis (L. Koch, 1876) – Queensland
- Tmarus variatus Keyserling, 1891 – Brasil
- Tmarus verrucosus Mello-Leitão, 1948 – Guyana
- Tmarus vertumus Chickering, 1965 – Puerto Rico
- Tmarus vexillifer (Butler, 1876) – Rodriguez
- Tmarus villasboasi Mello-Leitão, 1949 – Brasil
- Tmarus viridis Keyserling, 1880 – Perú, Brasil
- Tmarus vitusus Chickering, 1965 – Panamà
- Tmarus wiedenmeyeri Schenkel, 1953 – Veneçuela
- Tmarus yaginumai Ono, 1977 – Japan
- Tmarus yani Yin et al., 2004 – Xina
- Tmarus yerohamus Levy, 1973 – Israel
- Tmarus yiminhensis Zhu & Wen, 1981 – Xina